# Jaroslav Blahoš
Jaroslav Blahoš (30. června 1930 Horažďovice – 27. listopadu 2018 Praha) byl český endokrinolog a osteolog specializovaný zejména na kostní a kloubní problematiku a metabolismus kyseliny močové. Od září 1990 do ledna 2015 byl předsedou České lékařské společnosti Jana Evangelisty Purkyně, následně se stal jejím čestným předsedou. V letech 1999–2001 byl prezidentem Světové lékařské asociace.

## Soukromý život
Předci přišli na české území v 15. století z Řecka. Původní příjmení znělo „Vlachos“, od něhož je odvozeno Blahoš. Otec byl advokát, který nesměl po Únoru 1948 svou praxi vykonávat. Měl mladší sestru Marcelu, která v roce 1965 emigrovala do Rakouska.
Vystudoval gymnázium ve Strakonicích. Poté pokračoval všeobecným lékařstvím na Lékařské fakultě Univerzity Karlovy v Plzni, kde promoval v roce 1955 s vyznamenáním. Na pražskou lékařskou fakultu jej odmítli přijmout pro špatný kádrový profil.
S první manželkou Arankou Blahošovou měl syna Jaroslava Blahoše (mladšího), lékaře specializujícího se v neurovědách. Po rozvodu se v roce 1970 podruhé oženil s Italkou Simonettou, se kterou měl syna Daniela Blahoše.
Hovořil anglicky, španělsky, francouzsky a německy. Zajímal se o srovnávací lingvistiku a literární historii. Během dvouletého pobytu v Etiopii se zabýval i někdejším tamním pobytem Arthura Rimbauda a publikoval o něm několik prací.

## Vědecká a lékařská činnost
V letech 1955–1956 začínal jako lékař ve Františkových Lázních. Již na vysoké škole spolupracoval na výzkumu v oboru revmatologie. V letech 1958–1968 pracoval ve Výzkumném endokrinologickém ústavu v Praze. V letech 1968 a 1969 pracoval na endokrinologické klinice nemocnice Beaujon v Paříži. Dva roky (1961–1963) působil též v Hararu v Etiopii, v letech 1977 až 1988 byl na kratších studijních pobytech na dalších místech (Tokio, Leeds, Padova aj). Krátkou dobu působil jako lékař-konzultant pro leteckou společnost Air France.
Od roku 1969 působil na interní klinice Fakulty dětského lékařství UK ve fakultní nemocnici Pod Petřínem až do zrušení fakultní nemocnice v roce 1993, a to postupně jako asistent, docent, profesor a od roku 1989 v pozici přednosty kliniky. V letech 1993 až 1997 byl přednostou interní kliniky Vojenské lékařské akademie JEP v Ústřední vojenské nemocnici v Praze a založil tam první osteocentrum v České republice, které od roku 1997 vedl.
Publikoval asi 300 odborných prací a 10 monografií. Mimo jiné učebnice endokrinologie, autobiografické S poselstvím medicíny v labyrintu světa (Galen 2008, 480 stran) a Střípky z lékařské brašny (Triton 2014, 247 stran).

## Funkce v profesních organizacích
Byl zahraničním korespondujícím členem francouzské Národní lékařské akademie (Académie Nationale de Médecine), po J. E. Purkyňovi druhým Čechem zvoleným do takové funkce. Založil též Asociaci českých a slovenských frankofonních lékařů při ČSL JEP.
V letech 1990–2015 byl předsedou České lékařské společnosti Jana Evangelisty Purkyně. Do této funkce byl opakovaně volen.
V říjnu 1998 byl v Ottawě zvolen prezidentem Světové lékařské asociace (World Medical Association), organizace sdružující přes osm miliónů lékařů z celého světa, na funkční období 1999–2001. Jeho protikandidátem byl sir Alexander MacAra, předseda Britské lékařské společnosti. Funkce 51. prezidenta se ujal v Tel Avivu 15. října 1999.
Od roku 2005 byl členem Učené společnosti ČR.
Nikdy nebyl členem žádné politické strany.

## Ocenění
28. října 2001 mu prezident Václav Havel udělil státní vyznamenání za zásluhy 1. třídy. V červenci 2002 jej francouzský prezident Jacques Chirac jmenoval rytířem Řádu čestné legie. Dále mu byla udělena Zlatá medaile Univerzity Karlovy, Univerzity Komenského v Bratislavě, Ceny J.E. Purkyně a Medaile Nadání J. M. a Z. Hlávkových a další. V roce 2007 byl pasován na Rytíře českého lékařského stavu. Byl také ustanoven prezidentem Svépomocné společnosti členů Čestné legie v ČR. Prezident Sarkozy ho v roce 2008 povýšil na důstojníka Řádu čestné legie.
Byl čestným občanem Horažďovic (2001), Miami a Manily.